# Filips van Rouvres
Filips van Rouvres ook gekend onder de naam Filips I van Bourgondië (Rouvres-en-Plaine, 1346 – aldaar, 21 november 1361) was vanaf 1347 graaf van Bourgondië en Artesië, vanaf 1349 hertog van Bourgondië en vanaf 1360 graaf van Auvergne en Boulogne. Hij behoorde tot het oudere huis Bourgondië.

## Levensloop
Filips was de zoon van Filips van Bourgondië, erfgenaam van het hertogdom Bourgondië, en gravin Johanna I van Auvergne. Zijn vader was de zoon van hertog Odo IV van Bourgondië en gravin Johanna III van Bourgondië. Odo overleed in het jaar van Filips' geboorte.
In 1347 volgde Filips op amper eenjarige leeftijd zijn grootmoeder op als graaf van Bourgondië en Artesië. In 1349 volgde hij zijn grootvader Odo IV op als hertog van Bourgondië. Bij de kroning van zijn moeder tot koningin van Frankrijk werd hij als vierjarige naar Reims gehaald voor de kroningsplechtigheid en tot ridder geslagen. In 1360 erfde hij van zijn moeder de graafschappen Auvergne en Boulogne.

### Huwelijk
Filips' moeder Johanna wilde haast maken met een huwelijk voor haar zoon omdat ze het gevoel had dat het noodlot haar achtervolgde. In 1355 wist haar zoon op het nippertje aan een ontvoering te ontsnappen. De actoren waren baronnen uit Franche-Comté, op rooftocht naar het kasteel van Rouvres, gewapend met geschut en voorzien van ladders en touwen. Hun poging om Filips te kidnappen draaide op een sisser uit. Filips verbleef tijdens de wintermaanden in het kasteel van Montbard.
Te Beaune ontmoette ze in juli 1354 Margaretha van Frankrijk. Ze kenden elkaar van familiebijeenkomsten aangezien Margaretha de dochter van de Franse koning Filips V was en daardoor een schoonzus van wijlen Odo IV. De dames onderhandelden een huwelijksovereenkomst tussen Filips van Rouvres en Margaretha van Male, de kleindochter van Margaretha van Frankrijk. Het contract werd op 6 augustus 1354 door de verschillende partijen in Vincennes ondertekend. Margaretha van Frankrijk trad op als gevolmachtigde van haar zoon Lodewijk van Male en haar kleindochter Margaretha. Johanna leidde de Bourgondische delegatie, gesteund door haar oom, kardinaal Guy van Boulogne, aartsbisschop van Lyon.
De Franse koning had er alle belang bij om dit huwelijk goed te keuren. Hij wilde het rijke maar rumoerige Vlaanderen zo beter in het gareel te houden en te verbinden met Frankrijk. Tegelijkertijd wilde men het huwelijk van de oudere zus van Filips, Johanna, met de graaf van Savoye ontbinden. Dat was, ondanks de jeugdige leeftijd van Johanna en haar onvoltrokken huwelijk, een hachelijke onderneming. Konings kinderen waren geen van beiden gezond en Filips V wilde vermijden dat de erfenis van Bourgondië in handen van Savoye zou vallen.
Dat huwelijk van Filips en Margaretha beheerste het nieuws in het domein. In 1355 huwde Filips op 9-jarige leeftijd met Margaretha. Op die manier kreeg hij de mogelijkheid om via zijn echtgenote verschillende domeinen te erven: dit waren o.a. de graafschappen Vlaanderen, Nevers en Rethel, het markgraafschap Antwerpen en de hertogdommen Brabant en Limburg.
Omdat Filips van Rouvres wegens zijn minderjarigheid nog niet zelfstandig kon regeren, stond hij onder het regentschap van zijn moeder Johanna, die hertrouwde met koning Jan II van Frankrijk. Na haar dood in september 1360 werd hij volwassen verklaard, waardoor hij zelfstandig kon beginnen regeren.

### Dramatische gebeurtenissen
Een dramatische gebeurtenis was de nederlaag van de Fransen tijdens de slag bij Poitiers op 19 september 1356. Koning Jan de Goede werd gevangengenomen en afgevoerd naar Londen, samen met een groot aantal edelen voor wie losgeld moest worden betaald. Hun onderdanen konden de nederlaag van hun meesters niet verkroppen. Zich blauw betalen aan al die hoge heren met pretentie die zichzelf niet konden verdedigen?
In oktober 1356 werd Bourgondië getroffen door een aardbeving met epicentrum in Bazel. Grote verwoestingen aan gebouwen en weggeslagen bruggen over Saône en Doubs waren het gevolg. Door pest, oorlog en rampen brokkelde het sociale weefsel af en kozen een groep onderdanen liever voor een leven als struikrover of voegden zich bij een bende plunderaars. Hierdoor ondervond het handelsleven schade.

### Overlijden en nalatenschap
Door zijn jonge leeftijd had Filips nog niet de mogelijkheid gekregen om met Margaretha aan nakomelingen te beginnen. In oktober 1361 werd het kasteel van Rouvres klaargemaakt voor een ontmoeting tussen Filips en zijn vrouw Margaretha. Bourgondië had te maken met de vreselijke gevolgen van de pest en de nog verschuldigde enorme afkoopsom die aan de Engelsen was beloofd om zich terug te trekken uit Bourgondië. Een aantal ridders moest zich als gijzelaar aanmelden in Calais en ook hun losgeld moest worden betaald. De vijftienjarige hertog verloor alle weerstand en werd na een paar dagen na zijn weerzien met Margaretha ziek. Branderige gezwellen verschenen onder zijn oksels, tekenen van de builenpest. Het hof wilde Margaretha de laatste dagen van Filips met koortsaanvallen, bloeduitstortingen, zwarte vlekken en huilende pijn besparen. Men begeleidde haar naar het kasteel van Argilly waar ze veel tijd biddend doorbracht in de kapel. Op 21 november overleed Filips. Zijn lichaam werd gebalsemd en in een loden kist geplaatst en met veel vertoon op 9 december begraven in de abdij van Cîteaux. Margaretha verliet Bourgondië, samen met haar moeder Margaretha van Brabant en trok naar Vlaanderen.
Het hertogdom Bourgondië kwam in handen van Jan II van Frankrijk, die het in 1363 aan zijn jongste zoon Filips de Stoute schonk. In 1369 trouwde Filips van Rouvres' weduwe Margaretha met de nieuwe hertog die zo in 1384 graaf-gemaal van Vlaanderen werd. De graafschappen Bourgondië en Artesië gingen naar Margaretha van Frankrijk, een jongere zus van zijn grootmoeder Johanna III van Bourgondië. De graafschappen Auvergne en Boulogne gingen dan weer naar zijn oudoom Jan I van Auvergne, een jongere halfbroer van zijn grootvader Willem XII van Auvergne.

## Voorouders
| Voorouders van Filips van Rouvres | Voorouders van Filips van Rouvres                                               | Voorouders van Filips van Rouvres                                               | Voorouders van Filips van Rouvres                                               | Voorouders van Filips van Rouvres                                               | Voorouders van Filips van Rouvres                                           | Voorouders van Filips van Rouvres                                           | Voorouders van Filips van Rouvres                                           | Voorouders van Filips van Rouvres                                           |
| --------------------------------- | ------------------------------------------------------------------------------- | ------------------------------------------------------------------------------- | ------------------------------------------------------------------------------- | ------------------------------------------------------------------------------- | --------------------------------------------------------------------------- | --------------------------------------------------------------------------- | --------------------------------------------------------------------------- | --------------------------------------------------------------------------- |
| Overgrootouders                   | Robert II van Bourgondië (1248-1306) ∞ 1279 Agnes Capet (1260-1325)             | Robert II van Bourgondië (1248-1306) ∞ 1279 Agnes Capet (1260-1325)             | Filips V van Frankrijk (1293-1322) ∞ 1307 Johanna II van Bourgondië (1291-1330) | Filips V van Frankrijk (1293-1322) ∞ 1307 Johanna II van Bourgondië (1291-1330) | Robert VII van Auvergne (1282-1325) ∞ 1303 Blanche van Bourbon (1281-1304)  | Robert VII van Auvergne (1282-1325) ∞ 1303 Blanche van Bourbon (1281-1304)  | Lodewijk van Évreux (1276-1319) ∞ Margaretha van Artois (1285-1311)         | Lodewijk van Évreux (1276-1319) ∞ Margaretha van Artois (1285-1311)         |
| Grootouders                       | Odo IV van Bourgondië (1295-1350) ∞ 1318 Johanna III van Bourgondië (1308-1347) | Odo IV van Bourgondië (1295-1350) ∞ 1318 Johanna III van Bourgondië (1308-1347) | Odo IV van Bourgondië (1295-1350) ∞ 1318 Johanna III van Bourgondië (1308-1347) | Odo IV van Bourgondië (1295-1350) ∞ 1318 Johanna III van Bourgondië (1308-1347) | Willem XII van Auvergne (1300-1332) ∞ Margaretha van Évreux (1307-1350)     | Willem XII van Auvergne (1300-1332) ∞ Margaretha van Évreux (1307-1350)     | Willem XII van Auvergne (1300-1332) ∞ Margaretha van Évreux (1307-1350)     | Willem XII van Auvergne (1300-1332) ∞ Margaretha van Évreux (1307-1350)     |
| Ouders                            | Filips van Bourgondië (1323-1346) ∞ 1284 Johanna I van Auvergne (1293-13320     | Filips van Bourgondië (1323-1346) ∞ 1284 Johanna I van Auvergne (1293-13320     | Filips van Bourgondië (1323-1346) ∞ 1284 Johanna I van Auvergne (1293-13320     | Filips van Bourgondië (1323-1346) ∞ 1284 Johanna I van Auvergne (1293-13320     | Filips van Bourgondië (1323-1346) ∞ 1284 Johanna I van Auvergne (1293-13320 | Filips van Bourgondië (1323-1346) ∞ 1284 Johanna I van Auvergne (1293-13320 | Filips van Bourgondië (1323-1346) ∞ 1284 Johanna I van Auvergne (1293-13320 | Filips van Bourgondië (1323-1346) ∞ 1284 Johanna I van Auvergne (1293-13320 |